# Silje Sanghwang
Real Fiction (hangul : 실제 상황; RR : Silje Sanghwang) és una pel·lícula dramàtica de Corea del Sud escrita i dirigida per Kim Ki-duk, estrenada el 2000.

## Argument
"I" és un pintor de carrer. Després d'un matí difícil, on les colles del barri es diverteixen a costa seva, segueix una jove videògraf a petició d'ella fins a un teatre, on un actor, a través de cops i paraules, revela l'odi que el "I" porta en ell. Llavors l'actor li ofereix una arma i li ordena que li dispari i després que mati tots els que el van fer patir. "I" ho fa... Té la tarda per davant.

## Repartiment
- Ju Jin-mo : Na (I)
- Kim Jin-ah
- Son Min-seok
- Lee Je-rak
- Kim Ki-yeon
- Myeong Sun-mi
- Jang Hyeong-seong

## Producció
Es va rodar completament en temps real, sense cap represa, amb una barreja de vídeo de baixa qualitat i pel·lícula "embrutada" a propòsit. La pel·lícula es va presentar al 23è Festival Internacional de Cinema de Moscou.